# الطريق إلى كابول (مسلسل)
الطريق إلى كابول مسلسل اجتماعي درامي تاريخي سياسي وتشويقي تم تنفيذ انتاجه من قبل المركز العربي للإنتاج الإعلامي-الأردن لصالح تلفزيون قطر،  للمنتج عدنان العوامله والمنتج التنفيذي طلال العوامله، والكاتب جمال أبو حمدان، من إخراج محمد عزيزية، بطولة كل من بطولة عابد فهد، عبدالله خليفات ، فرح بسيسو، عارف الطويل ونبيل المشيني منى واصف، عاكف نجم.
يتناول المسلسل حول الحدث الأفغاني، والمأساة المتفرعة عنه التي تناولت أطراف الصراع أشخاصا ودولا، إلا أن المسلسل حرص على الأبتعاد عن سهولة الاتهام أو الإدانة. أو المس باية شخصية أو دولة خاصة الجهات أو الدول العربية التي كان لها تأثيرا بالحدث الأفغاني تأثيرا انسانيا منزها عن الانخراط في اللعبة الدولية حول أفغانستان، أو الحرب الباردة بين المعسكريين المتصارعين حولها.

## قصة المسلسل
لقد دخلت الحالة الأفغانية صميم الاهتمام العربي من خلال إقحام وتورط ما يسمى بالأفغان العرب في مجرياتها، ومن هنا اقحام العرب كقوم، والإسلام كدين في الحالة الأفغانية التي ما زالت تداعياتها تتوالد وتتسع، يظهر العمل مأساة المجاهدين العرب الأفغان من جوانبها الختلفة السياسية والإنسانية من خلال القضية المحورية التي تتفرع منها قصص أخرى، ليعرض العمل الفترة التاريخية الأفغانية مروا بجميع العناصر التي صنعت المأساة، إلا أن الخط الاساسي الذي ينسج الحكاية مع الخطوط الأخرى، ويربط بينهما يبدأ من شاب عربي معني بدراسته الجامعية العليا وفتاة أفغانية ذات اهتمام وطموحات انسانية، عادت بعد دراستها لأفغانستان لتواجه تجبر أخيها وتمزق عائلتها، ومحاولتها المشاركة في مساعدة شعبها المحتل.
تم تناول أحداث المسلسل بموضوعية وحيادية تاركا للمشاهد الحكم على دلالات وتأثيرات المأساة الأفغانية وأثرها على المجتمع الأفغاني وامتدادها في المنطقة.

## الممثلون
- عابد فهد
- فرح بسيسو
- عارف الطويل
- نبيل المشيني
- ناصر عبد الرضا
- وائل نجم
- قاسم ملحو
- عاكف نجم
- غسان غرب
- غزوان الصفدي
- صلاح الحوراني
- علي عليان
- تحسين خوالدة
- عبد الكامل الخلاليلة
- رامز عطا الله
- منذر رياحنة
- باسم عيسى
- حابس حسين
- نادرة عمران
- هشام هنيدي
- زهير حسن
- جلال شموط
- منى واصف
- عبد الهادي صباغ
- مرشد ضرغام